# Psalm dobrej woli
Psalm dobrej woli – piąty i ostatni z Psalmów przyszłości napisany przez Zygmunta Krasińskiego w 1848 roku.

## O utworze
Psalm składa się z sześciu części nierównej długości. Ostatnia z części zajmuje prawie połowę poematu. Każda rozpoczyna się inwokacją: Wszystko nam dałeś, co dać mogłeś, Panie!, a kończy wezwaniem: Teraz, gdy rozgrzmiał się już sąd Twój w Niebie / Po nad lat zbiegłych dwoma tysiącami, / Daj nam, o Panie, świętemi czynami / Wśród sądu tego samych wskrzesić siebie!
Utwór został napisany jedenastozgłoskowcem i liczy sobie 277 wersów.

## Treść
Poeta dziękuje Bogu za tysiącletnie, chrześcijańskie, dzieje Polski, za przeszłość, która niesie miłość, gardzi grabieżą, nie pragnie zdobyczy. Kiedy Polacy zstąpili w porozbiorowej doliny otchłanie, choć ich nie było, przecież bywali na polach walk. Rzekome trupy okazywały się duchami. Bóg powołał Polaków do pełniejszego żniwa. Ujął im ziemi, a spuścił niebiosa. Lecz zostawił wolną wolę, bo każdy naród i każdy człowiek z własnego wyboru idzie torem Bożego zamysłu. Kiedyś umiłowana przez Boga Jerozolima miała być królową pogańskim katom. Lecz zapamiętała się w pragnieniu zemsty nad nimi i dotąd płacze jako wdowa, że Mesjasz nie ścina plemion toporem, ale wziął krzyż w zmartwychwstałe dłonie i nim obala światy. Ci którzy dopuścili się rzezi i zaborów stoją nadzy w świetle swych czynów. Kończą bezpłodnie własną śmiercią. Każdy bowiem kto się dopuścił zdrady wobec Bożego Słowa, przepada, jak niegdyś miriady aniołów.
Polacy tymczasem stoją nad otchłanią na wąskim przesmyku. Skrzydła  już im rosną ku zmartwychwstaniu. Tymczasem przepaść – śmierć wieczna – kipi pychą i złością, zabójstwami i bluźnierstwem. Jeśli stojący uczynią ku niej krok, znajdą się na dnie nicości. Poeta chce wołać Boga o pomoc, ale wie, że to godzina próby: wszystko nam dałeś, co dać mogłeś Panie. Prosi więc, by Bóg wspomniał, że Polacy jeszcze przed rozbiorami czcili Jego nakazy i przyjęli matkę Jego Syna na Królową polską. Miliony umarły z jej imieniem na ustach. Niech więc teraz, ubrana w zmarłych chmurę modli się, by szatani lub ludzie podli nie związali stóp dążącym ku Bogu. Otoczona wieńcem dusz zmarłych Matka Boża wznosi się ponad drogi mleczne i poza słońca. Klęka przed tronem Bożym wśród serafów. W dłoniach trzyma dwa puchary: krwi Chrystusowej i krwi wylanej w ciągu dziesiątków lat przez ofiary potrójnego kata Polski. Przepaść tymczasem huczy śmiechem. Nie widzi, co dzieje się w górze. Poeta prosi o czystą wolę Ojca, Syna i Ducha. Tego który nakazał ludzkiej istocie, by przeanielała się przez moc ofiary, a Polsce, by wprowadziła ludy w miłość i pokój. Do Niego zanoszą prośby ci, którzy przed Bogiem stają z prostotą dzieci, a przed światem z mieczem, by walczyć z wrogiem. Zawieszeni pomiędzy otchłanią a Królestwem Bożym, razem ze swą Królową błagają: stwórz w nas serce czyste – / Odnów w nas zmysły – z dusz wypleń kąkole / Złud świętokradzkich – i daj wiekuiste / Śród dóbr Twych dobro – daj nam dobrą wolę!